# Existimatio
Existimatio – w prawie rzymskim cześć obywatelska, poważanie współobywateli należących do tej samej zbiorowości społecznej. Umniejszenie lub utrata existimationis następowały skutkiem popełnienia przestępstwa.